# كاثلين سوليفان (صحفية)
كاثلين سوليفان (بالإنجليزية: Kathleen Sullivan)‏ هي معلقة رياضية وصحفية أمريكية، ولدت في 17 مايو 1953 في باسادينا في الولايات المتحدة.

## وصلات خارجية
- كاثلين سوليفان على موقع IMDb (الإنجليزية)
- كاثلين سوليفان على موقع قاعدة بيانات الفيلم (الإنجليزية)